# Antonio Brunetti (violinista)
Antonio Brunetti (Napoli, 1735/1745 – Salisburgo, 26 dicembre 1786) è stato un violinista italiano.
Era figlio del compositore Giovan Gualberto Brunetti.
Poco si conosce della sua vita. Probabilmente si formò musicalmente al conservatorio napoletano della Pietà dei Turchini. Il 1º marzo 1776 fu nominato Hofmusikdirektor (direttore della musica di corte) e nel 1777 Hofkonzertmeister (maestro dei concerti di corte) a Salisburgo, succedendo a Wolfgang Amadeus Mozart. L'11 novembre 1778 si unì in matrimonio a Maria Judith Lipp, cognata di Michael Haydn, dalla quale poco dopo ebbe un figlio. Sebbene Mozart gli avesse dedicato alcuni suoi lavori (Kv261, Kv269, Kv373 e Kv379), ebbe su Brunetti una scarsa considerazione (come testimoniato dalle sue lettere datate 9 luglio 1778 e 11 aprile 1781).
| Controllo di autorità | VIAF (EN) 119145663155805072334 · CERL cnp02139512 · GND (DE) 1084146002 |